# American Journal of Mathematics
American Journal of Mathematics es una revista de matemáticas fundada por el matemático inglés James Joseph Sylvester y publicada por la Johns Hopkins University Press desde 1878, por lo que es la más antigua revista en este campo en el hemisferio occidental y la primera publicación académica de esta editorial. Es publicada de forma bimestral los meses de febrero, abril, junio, agosto, octubre y diciembre. El redactor jefe es Christopher Sogge de la Universidad Johns Hopkins.

## Métricas de revista
2024
- Web of Science Group : 2,2
- Índice h de Google Scholar: 57
- Scopus: 1.744